# Drenje Šćitarjevsko
Drenje Šćitarjevsko je naseljeno mjesto u Zagrebačkoj županiji u Republici Hrvatskoj. Jedno je od manjih turopoljskih naselja i smjestilo se veoma blizu rijeke Save. Prema popisu stanovništva iz 2011. godine Drenje Šćitarjevsko ima 203 stanovnika, koji žive na površini od 2,23 kilometra kvadratna. Gustoća naseljenosti iznosi 91 stanovnik po četvornom kilometru. 

## Stanovništvo
| broj stanovnika | 156   | 150   | 123   | 148   | 158   | 176   | 185   | 230   | 237   | 236   | 233   | 222   | 188   | 193   | 212   | 203   | 179   |
|                 | 1857. | 1869. | 1880. | 1890. | 1900. | 1910. | 1921. | 1931. | 1948. | 1953. | 1961. | 1971. | 1981. | 1991. | 2001. | 2011. | 2021. |